# Globba arracanensis
Globba arracanensis är en enhjärtbladig växtart som beskrevs av Wilhelm Sulpiz Kurz. Globba arracanensis ingår i släktet Globba och familjen Zingiberaceae. Inga underarter finns listade i Catalogue of Life.